# Nielsonia scissa
Nielsonia scissa är en insektsart som beskrevs av Young 1977. Nielsonia scissa ingår i släktet Nielsonia och familjen dvärgstritar. Inga underarter finns listade i Catalogue of Life.